# Seleção Grega de Polo Aquático Feminino
A Seleção Grega de Polo Aquático Feminino representa a Grécia em competições internacionais de polo aquático.

## Títulos
- Campeonato Mundial (1): 2011
- Liga Mundial de Polo Aquático (1): 2005

## Ligações Externas
- Sitio Oficial